# Kazimierz Żebrowski (1901–1949)
Kazimierz Żebrowski (ur. 4 marca 1901 w Żebry-Wybranowo, zm. 3 grudnia 1949 w Mężeninie) – żołnierz Wojska Polskiego, uczestnik II wojny światowej, porucznik podziemia antykomunistycznego ps. „Bąk”.

## Życiorys
Syn Tomasza i Marianny, miał czwórkę rodzeństwa. Uczył się w wiejskiej szkole w Żebrach-Wybraniu a następnie w Zambrowie. Odbył służbę wojskową w 33. pułku piechoty i w biurze Państwowej Komendy Uzupełnień, następnie prowadził gospodarstwo rolne rodziców. Uczestniczył w życiu lokalnej społeczności, należał do Stronnictwa Narodowego i w Szczepankowie przewodniczył Akcji Katolickiej.
Po wybuchu II wojny światowej został zmobilizowany i służył w żandarmerii. Dostał się do niewoli rosyjskiej, z której udało mu się zbiec i powrócić w rodzinne rejony. Związał się z konspiracją, wstąpił do Służby Zwycięstwu Polski a następnie Związku Walki Zbrojnej. Został zadenuncjowany radzieckim władzom, co zmusiło go do ukrywania się. W czerwcu 1941 r. jego żona z córkami i młodszym synem została wywieziona na Syberię, on i syn uniknęli tego. W 1942 r. przeszedł do Narodowej Organizacji Wojskowej, a pod koniec tego roku do Narodowych Sił Zbrojnych. Został komendantem Rejonu Szczepankowo-Nowogród-Śniadowo-Miastko, a w 1944 r. objął dowództwo nad oddziałem partyzanckim złożonym z żołnierzy AK i NSZ. Po wkroczeniu Armii Czerwonej pozostał w podziemiu. Wkrótce został aresztowany przez NKWD i wywieziony do łagru. Udało mu się uciec po kilku miesiącach i powrócić do miejsca zamieszkania. Objął dowództwo nad oddziałem Narodowego Zjednoczenia Wojskowego (NZW) w Szczepankowie, a następnie w powiecie łomżyńskim. W późniejszym czasie pod jego komendę przeszły oddziały z powiatów Wysokie Mazowieckie i Ostrów Mazowiecka. Dla zwiększenia konspiracji zaczął się również posługiwać pseudonimami „Dziadek” i „Zwierzyński”. W lipcu 1948 r. stanął na czele komendy Okręgu Białystok NZW. Pod jego rozkazami pozostawało kilkuset żołnierzy podziemia, którzy nie skorzystali z amnestii ogłoszonej w 1948 r. Żebrowski na podległym mu obszarze poprawił dyscyplinę w oddziałach podziemia. Jego działalność wywołała przeciwdziałanie Urzędu Bezpieczeństwa, który starał się pozyskać jak najwięcej informacji mogących doprowadzić do likwidacji jego oddziału. 2 grudnia 1949 r. informator o pseudonimie „Kanarek” poinformował UB o jego wizycie we wsi Mężenin u Grzegorza Olszewskiego.
Zginął 3 grudnia 1949 r. w Mężeninie. Został otoczony przez obławę grupy operacyjnej Urzędu Bezpieczeństwa i Korpusu Bezpieczeństwa Wewnętrznego. W trakcie walki zginął również jego syn Jerzy. Ciała poległych zabrano do Łomży i pochowano w nieznanym miejscu.

## Życie prywatne
Poślubił Władysławę Modzelewską z zaścianka Konopki, z którą miał czwórkę dzieci.